# Долина-Ключводы (заповедник)
Доли́на-Ключво́ды (пол. Rezerwat przyrody Dolina Kluczwody) — наименование лесного заповедника в Польше, который находится в административных границах сельской гмины Забежув Краковского повята Малопольского воеводства.
Заповедник располагается в средней части долины Ключводы, от которой получил своё наименование. Долина Ключводы находится на Краковско-Ченстоховской возвышенности и входит в состав ландшафтного парка «Долинки-Краковске». Заповедник был основан 3 марта 1989 года указом Министра охраны окружающей среды. Занимает площадь 35,29 гектаров. Целью заповедника является сохранение и защита смешанного лиственного грабово-дубового леса, уникальной тектонической структуры и характерной окружающей среды, на территории на которой находится луговой покров юрского периода. На территории заповедника протекает ручей Ключвода, образующий в некоторых местах небольшие водопады.
Заповедник занимает западную скальную часть долины, которая покрыта лугами, на которых произрастают характерные для скал растения-кальцефилы — кустарники бузина чёрная, лещина обыкновенная, жимолость настоящая, бересклет европейский и крушина слабительная. В смешанном лиственном лесе преобладают граб и дуб. Также встречаются бук, клён белый, ясень обыкновенный, лиственница и ольха чёрная. В подлеске произрастают печёночница благородная, селезёночник очерёднолистный, Inula ensifolia, ландыш майский, лилия кудреватая, лён жёлтый, Cirsium pannonicum и некоторые виды орхидных.
Из животных в заповеднике обитают кабан, европейская косуля, лисица,
обыкновенный фазан, чёрный стриж, обыкновенная пустельга и сойка.
Через заповедник проходят пешие и велосипедные туристические маршруты.